# بورومو
بورومو(بالفرنسية:Boromo) هي مدينة تقع في دائرة بورومو في محافظة بالي في بوركينا فاسو، وهي عاصمة لكلًا من الدائرة والمحافظة.
تقع بورومو مباشرةً بين المدينتين الرئيسيتين في بوركينا فاسو، واغادوغو وبوبو ديولاسو. وهي مدينة غنية بالموارد الطبيعية، بما في ذلك الذهب والأسماك.
النشاط الرئيسي في هذه المنطقة هو الزراعة.